# 氢氯化双(dppe)合铁
氢氯化双(dppe)合铁是一种配位化合物，化学式为Fe(dppe)2ClH，其中dppe为双齿配体1,2-双(二苯基膦基)乙烷，它作为双氢配合物的前驱体而得到研究

## 结构
这个配合物具有八面体形分子构型，氯配体和氢配体互为反式。铁与配位原子的键长如下：

## 结构与反应
它可以氯化亚铁、dppe和硼氢化钠为原料反应得到：
FeCl2 + 2 dppe + Na[BH4] → NaCl + ½ B2H6 +  HFeCl(dppe)2

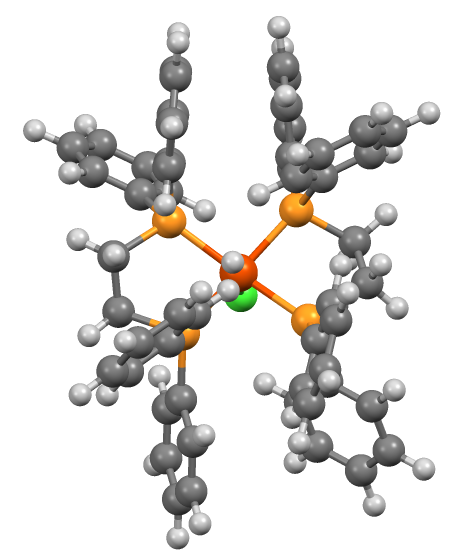
"Top-view" of the structure of HFeCl(dppe)_{2}

在反应中，高自旋的FeCl2(dppe)2会转化为低自旋的HFeCl(dppe)2配合物。
它的很多反应和分子中的Fe-Cl键相关，如：
HFeCl(dppe)2  +  NaBH4   →   H2Fe(dppe)2  +  NaCl  +  "BH3"
在氢气或氮气气氛中用氟硼酸钠处理该配合物，可以得到双氢或双氮配合物：
HFeCl(dppe)2  +  NaBF4  +  H2  →   [HFe(H2)(dppe)2]BF4  +  NaCl
HFeCl(dppe)2  +  NaBF4  +  N2  →   [HFe(N2)(dppe)2]BF4  +  NaCl